# فابيو أليكساندر سيلفا نونيز
فابيو أليكساندر سيلفا نونيز (24 يوليو 1992 في البرتغال - ) هو لاعب كرة قدم برتغالي في مركز جناح ‏. شارك مع منتخب البرتغال تحت 17 سنة لكرة القدم ومنتخب البرتغال تحت 18 سنة لكرة القدم ومنتخب البرتغال تحت 19 سنة لكرة القدم ومنتخب البرتغال تحت 20 سنة لكرة القدم ومنتخب البرتغال تحت 21 سنة لكرة القدم. أما مع النوادي، فقد لعب مع بلاكبيرن روفرز ونادي بارما ونادي بورتو ونادي بيلينينسش ولاتينا كالتشيو ونادي بورتيمونينسي.

## وصلات خارجية
- فابيو أليكساندر سيلفا نونيز على موقع قاعدة بيانات كرة القدم.إي يو (الإنجليزية)
- فابيو أليكساندر سيلفا نونيز على موقع Soccerbase.com (لاعب) (الإنجليزية)
- فابيو أليكساندر سيلفا نونيز على موقع Soccerway.com (الإنجليزية)
- فابيو أليكساندر سيلفا نونيز على موقع عالم كرة القدم.نت (الإنجليزية)
- فابيو أليكساندر سيلفا نونيز على موقع AS.com (الإسبانية)